# Душан Иброчкић
Душан Иброчкић (Каћ, 18. мај 1912 — Београд, 8. август 1979) био је правник, градоначелник Новог Сада (1949−1951).

## Биографија
Рођен у Каћу 1912. године, Душан је матурирао 1931. у Новосадској гимназији, а дипломирао 1936. на Правном факултету у Београду. Учествовао у омладинском покрету пре рата. После ослобођења налазио се на политичким и управним функцијама у Новом Саду. Био је члан Градског комитета КПЈ и потпредседник Градског НО одбора, а после Алимпија Поповића изабран за градоначелника и на тој дужности био од 1949. до 1951, у врло сложеним и тешким условима. Запамћен је као узоран председник општине.